# Lew Korczebokow
Lew Nikołajewicz Korczebokow (ros. Лев Николаевич Корчебоков; ur. 26 lutego?/11 marca 1907 w miejscowości Carskie Sioło, Sankt-Peterburgska gubernia, zm. 16 września 1971 w Rydze) – rosyjski piłkarz, grający na pozycji obrońcy oraz hokeista i tenisista, trener piłkarski.

## Kariera piłkarska

### Kariera klubowa
W 1922 rozpoczął karierę piłkarską w drużynie Union Moskwa, skąd w następnym roku przeniósł się do klubu Kommunalniki Moskwa. W 1925 przeszedł do Towarzystwa Sportowego "Dynamo" i został piłkarzem Dinamo Moskwa, w którym rozegrał 40 oficjalnych meczów w pierwszych czterech mistrzostwach ZSRR. W 1938 zakończył karierę piłkarską.

### Kariera reprezentacyjna
W 1935 rozegrał w reprezentacji ZSRR w 3 nieoficjalne mecze podczas wojażu do Turcji.
Również bronił barw reprezentacji Moskwy (1934-1937). W 1936 występował w reprezentacji Dynamo-Spartak we Francji, grając przeciwko mistrza kraju Racing Club de France. W 1936 w składzie reprezentacji Dinama występował przeciwko klubów Pragi i Basków.

## Kariera trenerska
W 1939 rozpoczął karierę trenerską. Od lipca do września 1939 trenował macierzystą drużynę Dinamo Moskwa. W 1940 ukończył kursy trenerskie w GCOLIFK w Moskwie. W 1941 prowadził Dynama Mińsk, jednak pracę przerwała Wielka Wojna Ojczyźniana i trener został powołany do wojska (służył w osobnej zmotoryzowanej brygadzie piechoty specjalnego przeznaczenia w Moskwie, 7 listopada 1941 uczestniczył w Paradzie Wojskowym w Moskwie). W latach 1942–1944 trenował drugą drużynę Dinama Moskwa. Od maja do października 1944 ponownie prowadził pierwszą drużynę Dinama Moskwa. W kwietniu 1945 objął stanowisko głównego trenera Dynama Kijów, z którym pracował do maja 1946. W latach 1947–1950 ponownie pracował z Dynamem Mińsk, ale kiepskie finansowanie oraz nieodpowiedni skład piłkarski zmusiło go w czerwcu 1950 podać do dymisji. Od września 1950 do końca 1953 pomagał trenować Dinamo Moskwa. W 1955 prowadził zespół Eniergija Saratów. W 1956 konsultował hokejowy klub Dinamo Uljanowsk. Potem był przeniesiony do Łotwy, gdzie w latach 1956-1961 trenował żeńską drużynę hokejową Dinamo Ryga, w 1962-1963 piłkarski klub Liepājas Metalurgs, w 1963-1965 Daugava Ryga i w 1966-1967 ponownie Zvejnieks Lipawa. Również pełnił funkcje wiceprzewodniczącego łotewskiej Rady Towarzystwa Sportowego "Dynamo". Zmarł 16 września 1971 w Rydze w wieku 64 lata.

## Kariera hokeisty i tenisisty
Oprócz piłki nożnej Korczebokow uprawiał bandy do 1940. Mistrz ZSRR 1935, 1936, zdobywca Pucharu ZSRR 1937, 1938, 1940, mistrz Rosyjskiej FSRR: 1932, 1934, wielokrotny mistrz Moskwy 1930, 1931, 1933, 1934, 1935, 1936, 1937, 1938, 1939, 1940, zdobywca Pucharu Moskwy 1940.
W 1930 roku w składzie reprezentacji Moskwy w bandy występował w Finlandii.
W 1932 roku w składzie reprezentacji Moskwy w tenisie występował w meczu Moskwa - Leningrad.
W 1945 i 1947 trenował żeńską drużynę hokejową Dinamo Moskwa, z którą zdobył w 1945 mistrzostwo Moskwy, Puchar Moskwy i Puchar ZSRR, a w 1947 Puchar ZSRR.

## Sukcesy i odznaczenia

### Sukcesy klubowe
- mistrz Moskwy: 1930 (jesień), 1931 (jesień), 1934 (jesień), 1935
- mistrz ZSRR: 1936 (wiosna), 1937
- wicemistrz ZSRR: 1936 (jesień)
- zdobywca Pucharu ZSRR: 1937

### Odznaczenia
- nagrodzony tytułem Zasłużonego Mistrza Sportu ZSRR: 1948
- nagrodzony Orderem „Znak Honoru”: 1937